# 2007 în artă
← 2006 în artă — 2005 în artă — 2006 în artă ——  2007 în artă  —— 2008 în artă — 2009 în artă — 2006 în artă →
2007 în artă implică o serie de evenimente:

## Premii
- Archibald Prize —
- Hugo Boss Prize —

## Galerie (lucrări din 2007)
- Lucrări reprezentative